# Hämeenjärvi
Hämeenjärvi är en sjö i Kiruna kommun i Lappland och ingår i Torneälvens huvudavrinningsområde. Sjön har en area på 0,15 kvadratkilometer och ligger 335,1 meter över havet. Hämeenjärvi ligger i Torne och Kalix älvsystem Natura 2000-område.

## Delavrinningsområde
Hämeenjärvi ingår i det delavrinningsområde (760454-177083) som SMHI kallar för Ovan Harrijoki. Medelhöjden är 398 meter över havet och ytan är 70,17 kvadratkilometer. Det finns inga avrinningsområden uppströms utan avrinningsområdet är högsta punkten. Kaarejoki som avvattnar avrinningsområdet har biflödesordning 3, vilket innebär att vattnet flödar genom totalt 3 vattendrag innan det når havet efter 421 kilometer. Avrinningsområdet består mestadels av skog (47 procent) och sankmarker (51 procent). Avrinningsområdet har 1,17 kvadratkilometer vattenytor vilket ger det en sjöprocent på 1,7 procent.